# Twisters (film)
Twisters is een Amerikaanse rampenfilm uit 2024, geregisseerd door Lee Isaac Chung en een standalone sequel op de film Twister uit 1996. De hoofdrollen worden vertolkt door Daisy Edgar-Jones, Glen Powell en Anthony Ramos.

## Verhaal
Een paar stormjagers riskeren hun leven in een poging een experimenteel weerwaarschuwingssysteem te testen.

## Rolverdeling
| Acteur             | Personage                 |
| ------------------ | ------------------------- |
| Daisy Edgar-Jones  | Kate Carter               |
| Glen Powell        | Tyler Owens               |
| Anthony Ramos      | Javi                      |
| Brandon Perea      | Boone                     |
| Maura Tierney      | Cathy                     |
| Sasha Lane         | Lilly                     |
| Harry Hadden-Paton | Ben                       |
| David Corenswet    | Scott                     |
| Daryl McCormack    | Jeb                       |
| Tunde Adebimpe     | Dexter                    |
| Katy O'Brian       | Dani                      |
| Nik Dodani         | Praveen                   |
| Kiernan Shipka     | Addy                      |
| Paul Scheer        | luchthavenverkeerspolitie |

## Productie

### Ontwikkeling
In juni 2020 werd aangekondigd dat er een reboot van Twister (1996) in ontwikkeling zou zijn door de internationale distributeur van de originele film, Universal Pictures, met Joseph Kosinski in vroege onderhandelingen als zowel schrijver als regisseur, en Frank Marshall en Sara Scott als producenten. In juni 2021 toonde Helen Hunt interesse in het ontwikkelen van een vervolg op de originele film. De studio verwierp echter de plannen van Hunt om een vervolg te schrijven en te regisseren.
In oktober 2022 werd aangekondigd dat Twisters in de maak zou zijn naar een script van Mark L. Smith en geproduceerd door Marshall, terwijl regisseurs Jimmy Chin en Elizabeth Chai Vasarhelyi, Dan Trachtenberg en Travis Knight in gesprek waren om het project te leiden. Er was hoop dat Helen Hunt haar rol zou hernemen, en er werd gemeld dat de film zich zou concentreren op de dochter van de personages van haar en Bill Paxton. De film neemt klimaatverandering op in de plot. In december werd Lee Isaac Chung ingehuurd om te regisseren. Het op zichzelf staande vervolg is een joint-ventureproductie tussen Universal Pictures, Warner Bros. Pictures, Amblin Entertainment en de Kennedy/Marshall Company, waarbij Universal en Warner Bros. van distributiepositie wisselen, waarbij de eerste de film naar Noord-Amerika en de laatste naar andere continenten brengt.

### Casting
In maart 2023 voegde Daisy Edgar-Jones zich bij de cast in een hoofdrol. Glen Powell en Anthony Ramos werden de volgende maand gecast in de andere hoofdrollen.

### Filmopnames
Met een geschat budget van US$ 200 miljoen begonnen de belangrijkste filmopnames in mei 2023 rond Oklahoma City. De opnames zouden 40 dagen lang plaatsvinden in de Prairie Surf Studios en 50 dagen in de metro van Oklahoma City. Andere locaties waren Chickasha, Okarche, El Reno, Spencer en Cashion. Het filmen werd in juli opgeschort vanwege de SAG-AFTRA-staking van 2023. De productie werd hervat met het einde van de staking in november 2023 en werd de volgende maand afgerond.

## Muziek
Op 23 april 2024 werd aangekondigd dat Benjamin Wallfisch de score van de film zou componeren. De soundtrack, Twisters: The Album, wordt uitgebracht op 19 juli 2024 en bevat nummers van verschillende countrymuzikanten, waaronder Luke Combs, Miranda Lambert en Shania Twain. De eerste single, "Ain't No Love in Oklahoma" van Luke Combs, werd op 16 mei 2024 uitgebracht.

### Soundtrack
1. Ain't No Love In Oklahoma - Luke Combs
2. Ain't In Kansas Anymore - Miranda Lambert
3. Steal My Thunder (feat. Tucker Wetmore) - Conner Smith
4. Feelin' Country - Thomas Rhett
5. The Cards I've Been Dealt - Warren Zeiders
6. Never Left Me - Megan Moroney
7. Out of Oklahoma - Lainey Wilson
8. Hell Or High Water - Bailey Zimmerman
9. Dead End Road - Jelly Roll
10. Country Classic - Kane Brown
11. Tear Us Apart - Sam Barber
12. Song While You’re Away - Tyler Childers
13. Already Had It - Tucker Wetmore
14. Chrome Cowgirl - Leon Bridges
15. Death Wish Love - Benson Boone
16. Boots Don’t - Shania Twain & Breland
17. Stronger Than A Storm - Dylan Gossett
18. Chasing The Wind - Lanie Gardner
19. Leave The Light On (feat. Alexandra Kay) - Jelly Roll
20. Before I Do - Wyatt Flores & Jake Kohn
21. Caddo County - The Red Clay Strays
22. Blackberry Wine - Tanner Usrey
23. Too Easy - Tanner Adell
24. Shake Shake (All Night Long) - Mason Ramsey
25. New Loop - Tyler Halverson
26. Touchdown - Flatland Cavalry
27. Driving You Home - Nolan Taylor
28. Wall of Death - Wilderado, Ken Pomeroy & James McAlister
29. (Ghost) Riders In The Sky - Charley Crockett

## Release en ontvangst
Twisters ging op 8 juli 2024 in première in Londen en werd later in juli vertoond op het Internationaal filmfestival van Taormina. De film ging op 19 juli 2024 in première in de Amerikaanse bioscopen. De film kreeg overwegend positieve kritieken van de filmcritici, met een score van 78% op Rotten Tomatoes, gebaseerd op 273 beoordelingen.

### Kassaopbrengsten
In de Verenigde Staten en Canada werd aanvankelijk verwacht dat Twisters tijdens het openingsweekend 40 à 55 miljoen Amerikaanse dollars zou opbrengen in 4151 bioscopen. Na op de eerste dag 32,2 miljoen dollar te hebben verdiend, inclusief naar schatting 10,7 miljoen uit de previews op woensdag en donderdag, werden de weekendprognoses verhoogd naar 75 miljoen dollar. De film bracht uiteindelijk 80,5 miljoen dollar op, het beste openingsweekend ooit voor een natuurrampenfilm en behaalde daarmee de eerste plaats aan de kassa. Op 21 juli 2024 had Twisters een brutowinst van 80,5 miljoen in de Verenigde Staten en Canada en 42,7 miljoen in andere gebieden, goed voor een wereldwijd totaal van 123,2 miljoen dollar.

## Prijzen en nominaties
De belangrijkste:
| Jaar | Prijs              | Categorie                              | Genomineerde(n)                        | Uitslag     |
| ---- | ------------------ | -------------------------------------- | -------------------------------------- | ----------- |
| 2025 | Golden Globe Award | "Cinematic and Box Office Achievement" | "Cinematic and Box Office Achievement" | Genomineerd |